# Kościół św. Józefa Oblubieńca Najświętszej Maryi Panny w Małem Cichem
Kościół pw. św. Józefa Oblubieńca NMP w Małem Cichem – drewniana świątynia rzymskokatolicka znajdująca się w miejscowości Małe Ciche, pełni funkcję kościoła parafialnego miejscowej parafii.

## Historia
Mieszkańcy Małego Cichego podlegali pod parafię w miejscowości Poronin, co oznaczało daleki dojazd do kościoła. W latach 60. XX w. inicjatorami budowy kościoła byli m.in. bracia Pawlikowscy „Parulin”, F. Pawlikowski „Rumanciorz”, bracia Pawlikowscy Borowi właściciele parceli i budynku obecnej plebanii. Dzięki składkom zakupiono działkę pod kościół, budynek pod plebanię był darowizną rodziny Pawlikowskich Borowych. W budynku plebanii przed powstaniem kościoła odprawiane były msze święte.
W 1968 r. zostały podjęte próby uzyskania zezwolenia na budowę świątyni, lecz władze komunistyczne nie wydały zezwolenia na budowę, jednak właściciel parceli J. Pawlikowski Borowy uzyskał pozwolenie na budowę stodoły.
W 1968 r. rozpoczęta została budowa świątyni czynem społecznym mieszkańców Cichego, pod okiem fachowców. Podczas budowy świątyni dokonano kilku odstępstw od projektu, co spowodowało interwencje organów porządkowych i próbę zawieszenia, a nawet rozbiórki kościoła, lecz mieszkańcy pomimo ostrzeżeń dalej prowadzili budowę.
W 1972 r. uzyskano zezwolenie na budowę kościoła, a w 1975 r. kardynał Karol Wojtyła na prośbę mieszkańców ustanowił samodzielny Rektorat Ojców Dominikanów w Małem Cichem, a pierwszym proboszczem w parafii został o. Benedykt Piotrowski. Pod kierunkiem dominikanów dalej prowadzone są prace budowlane.
W 1980 r. obraz Świętego Józefa został zamieniony na drewnianą figurę. Zewnętrzną ścianę budynku kościoła zdobi Krzyż Misyjny upamiętniający Misje Św. z 1990 roku.

## Galeria

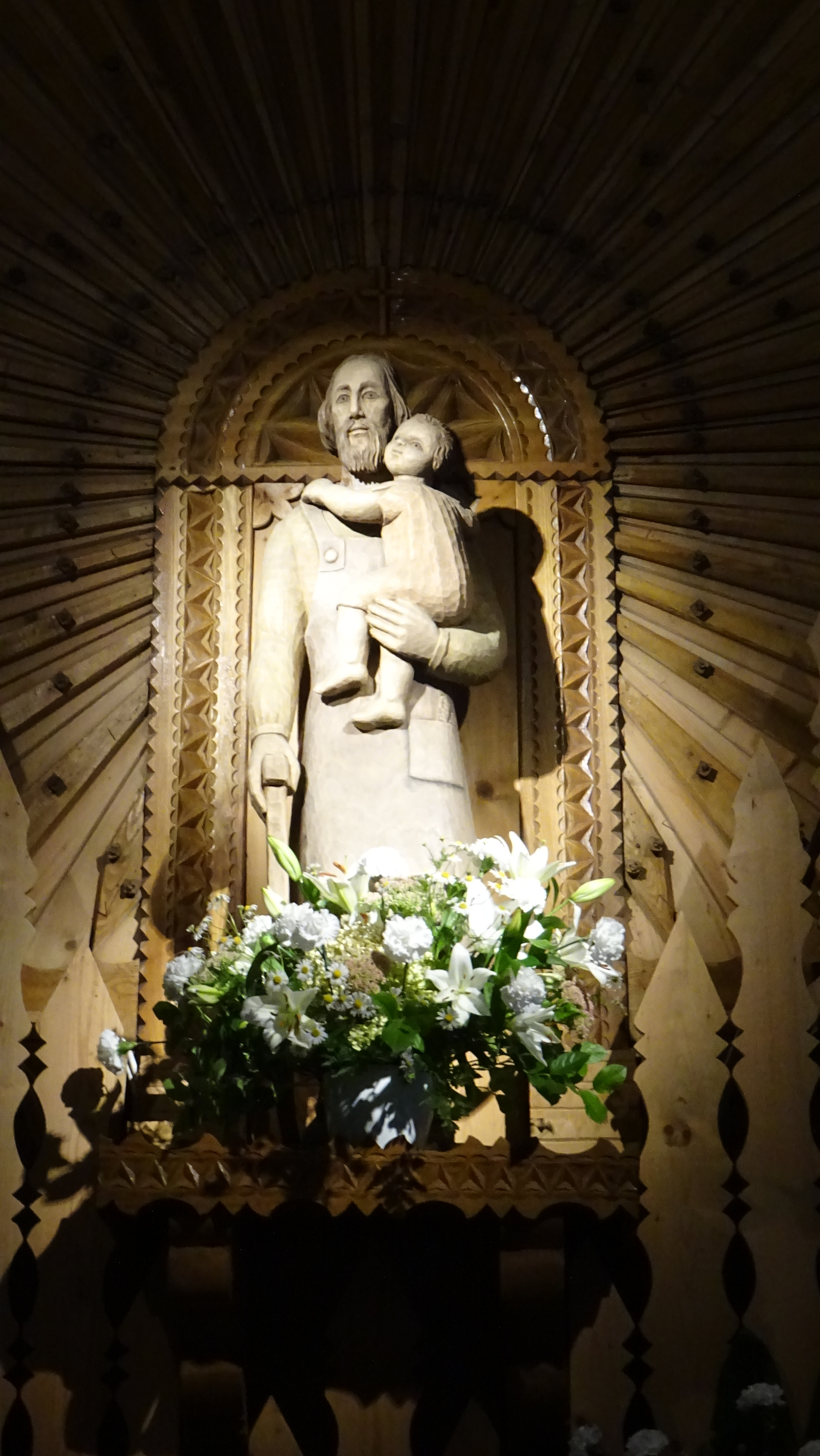
Fugura św. Józefa znajdująca się nad ołtarzem
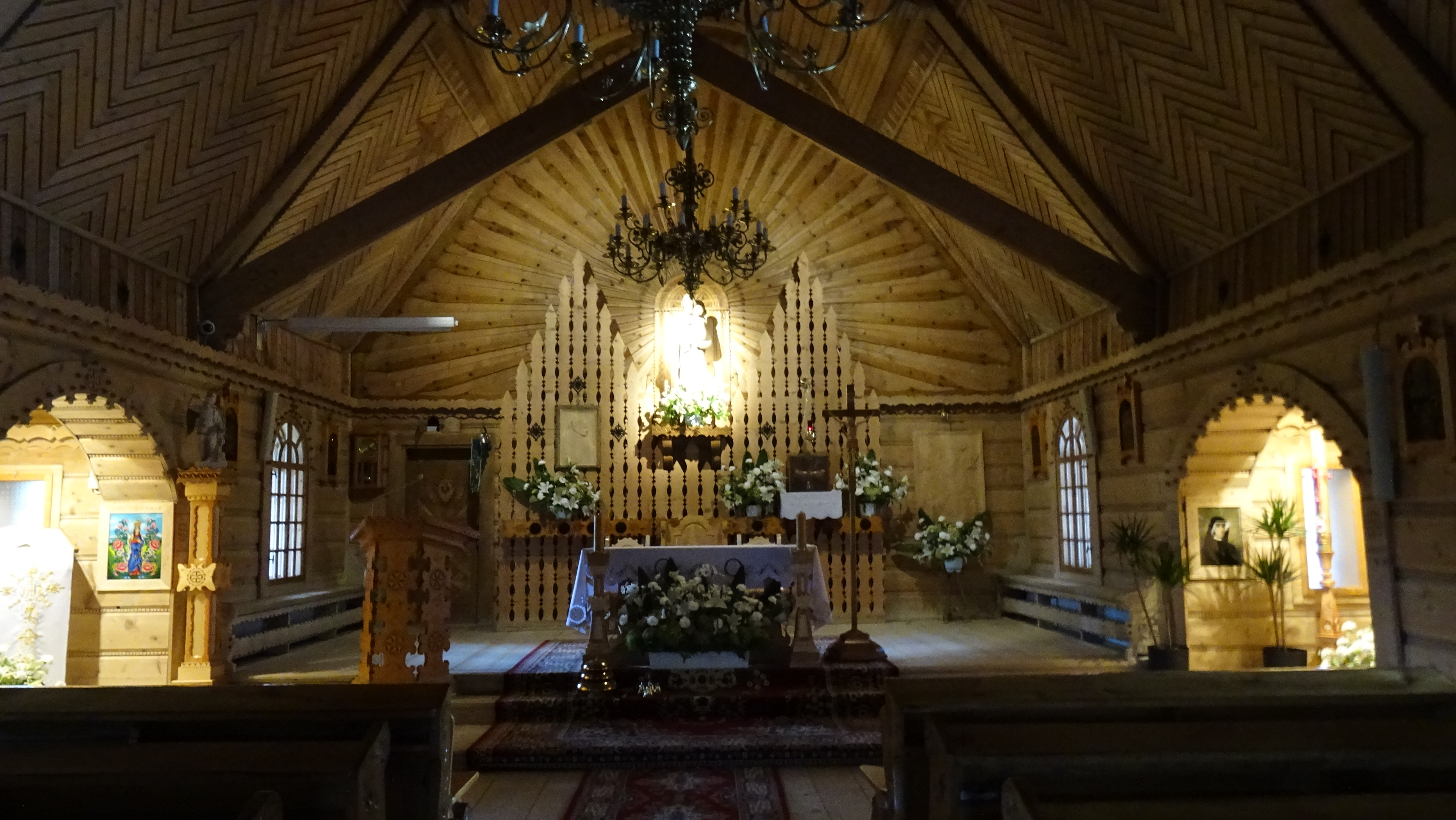
Wnętrze kościoła, widok ogólny
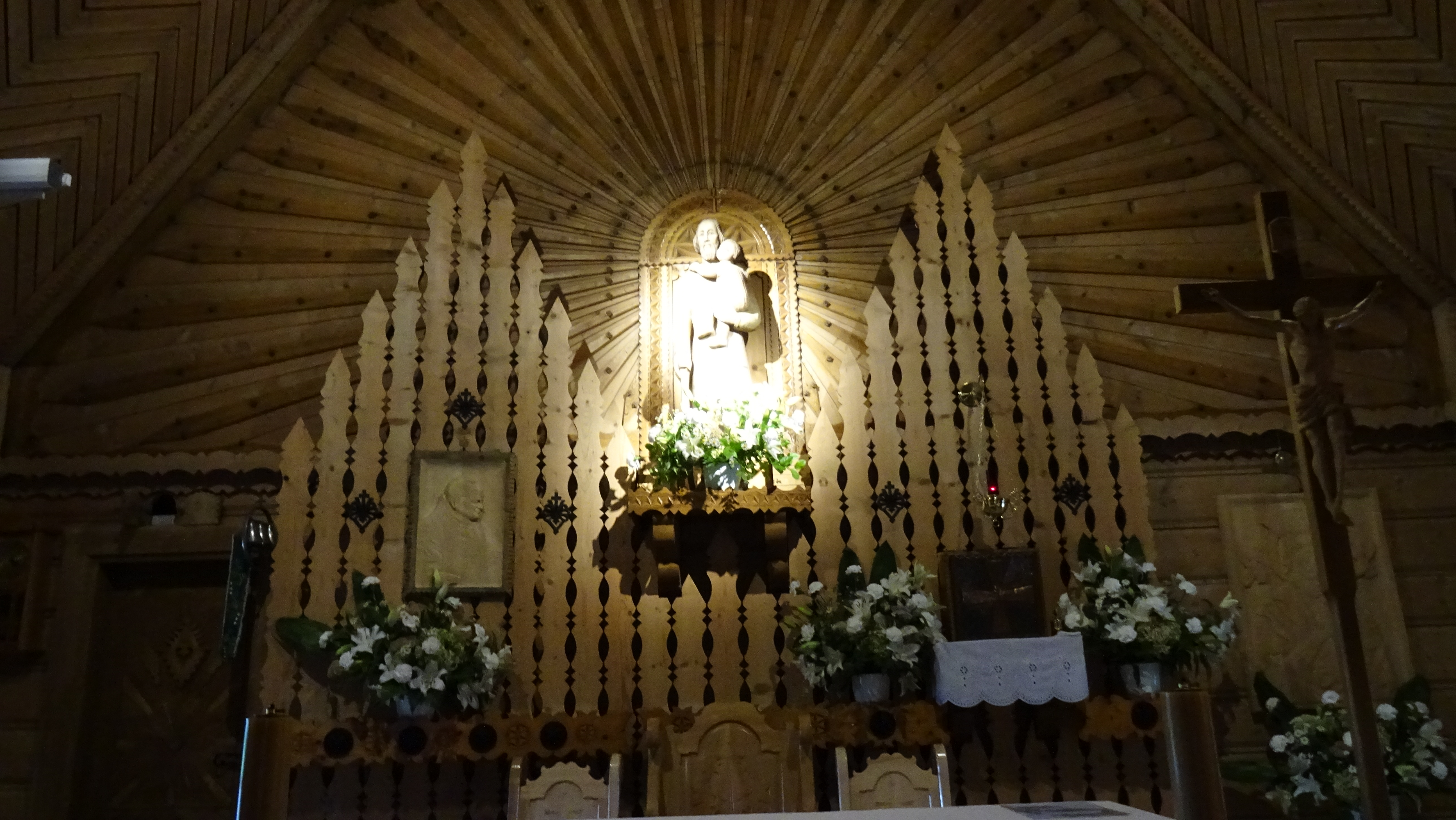
Ołtarz główny
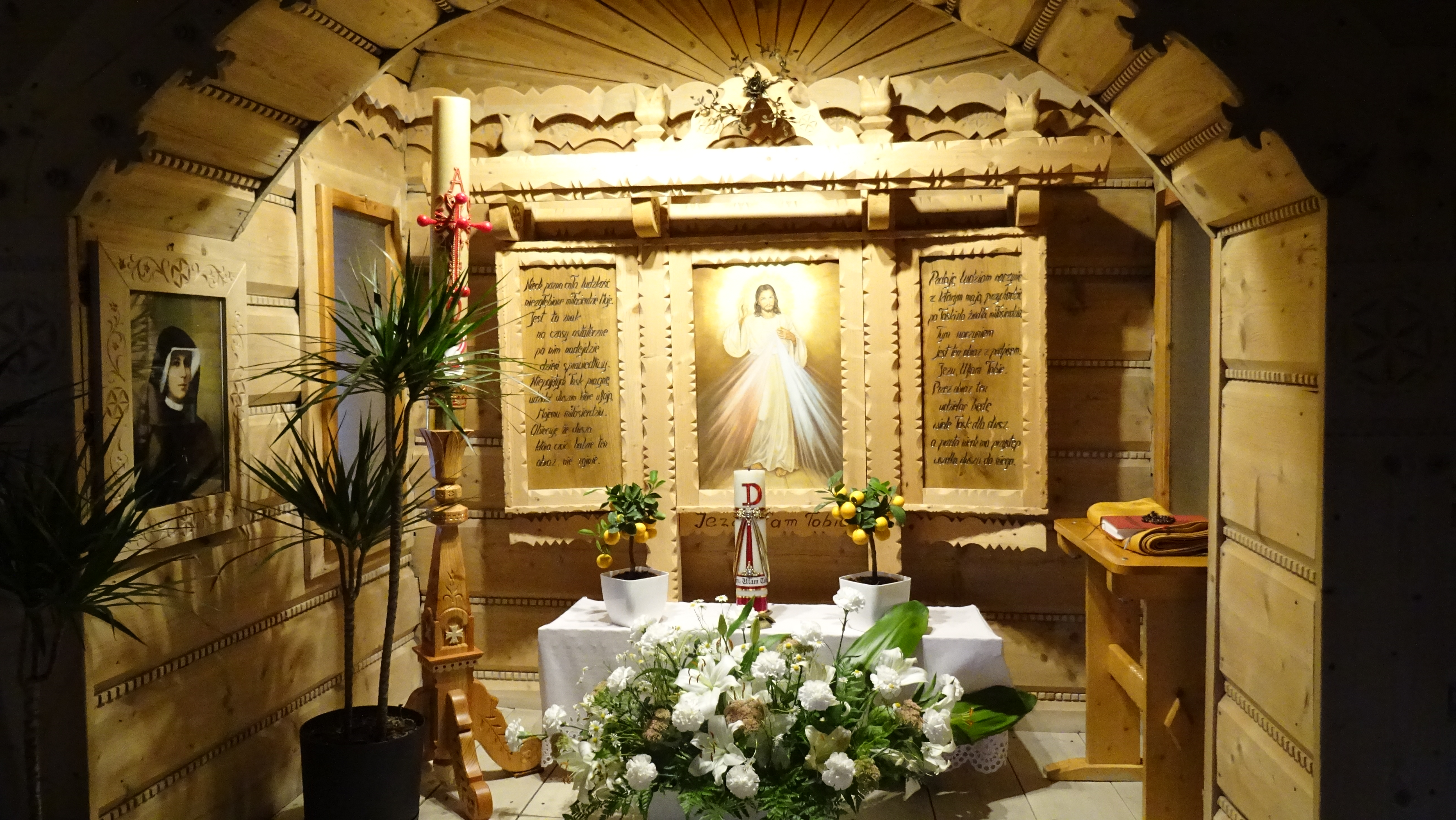
Ołtarzyk boczny prawy
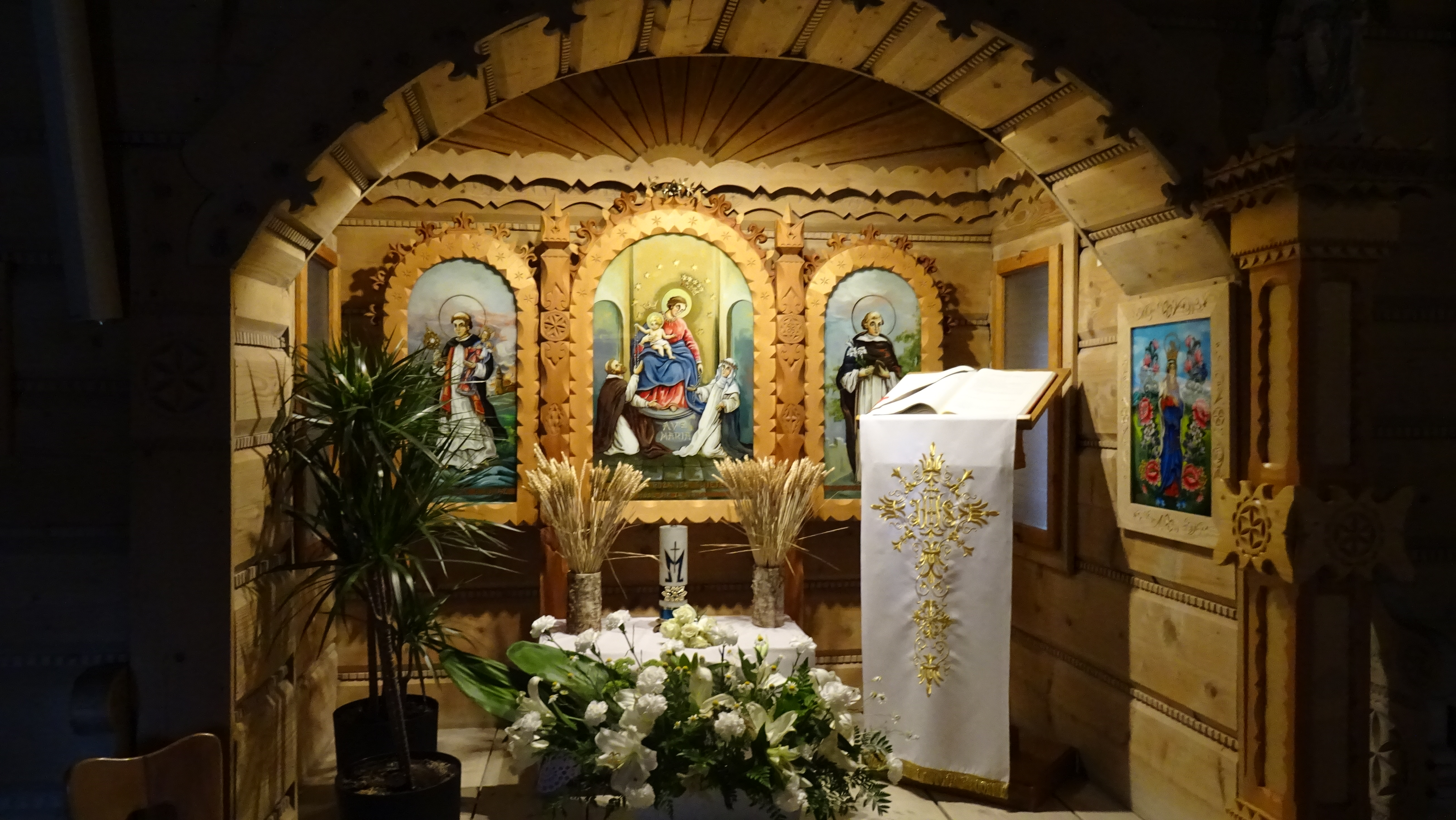
Ołtarzyk boczy lewy
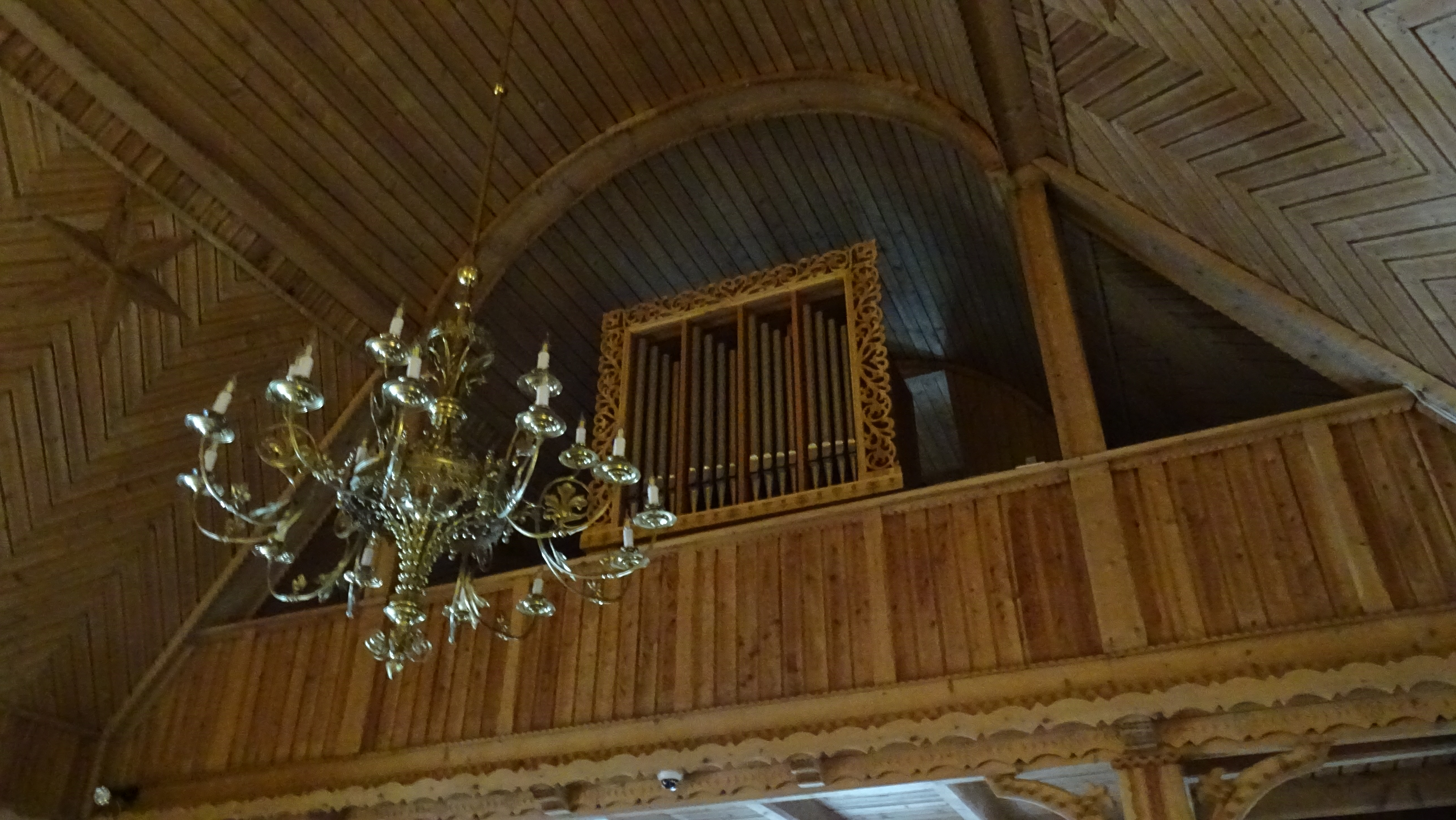
Organy
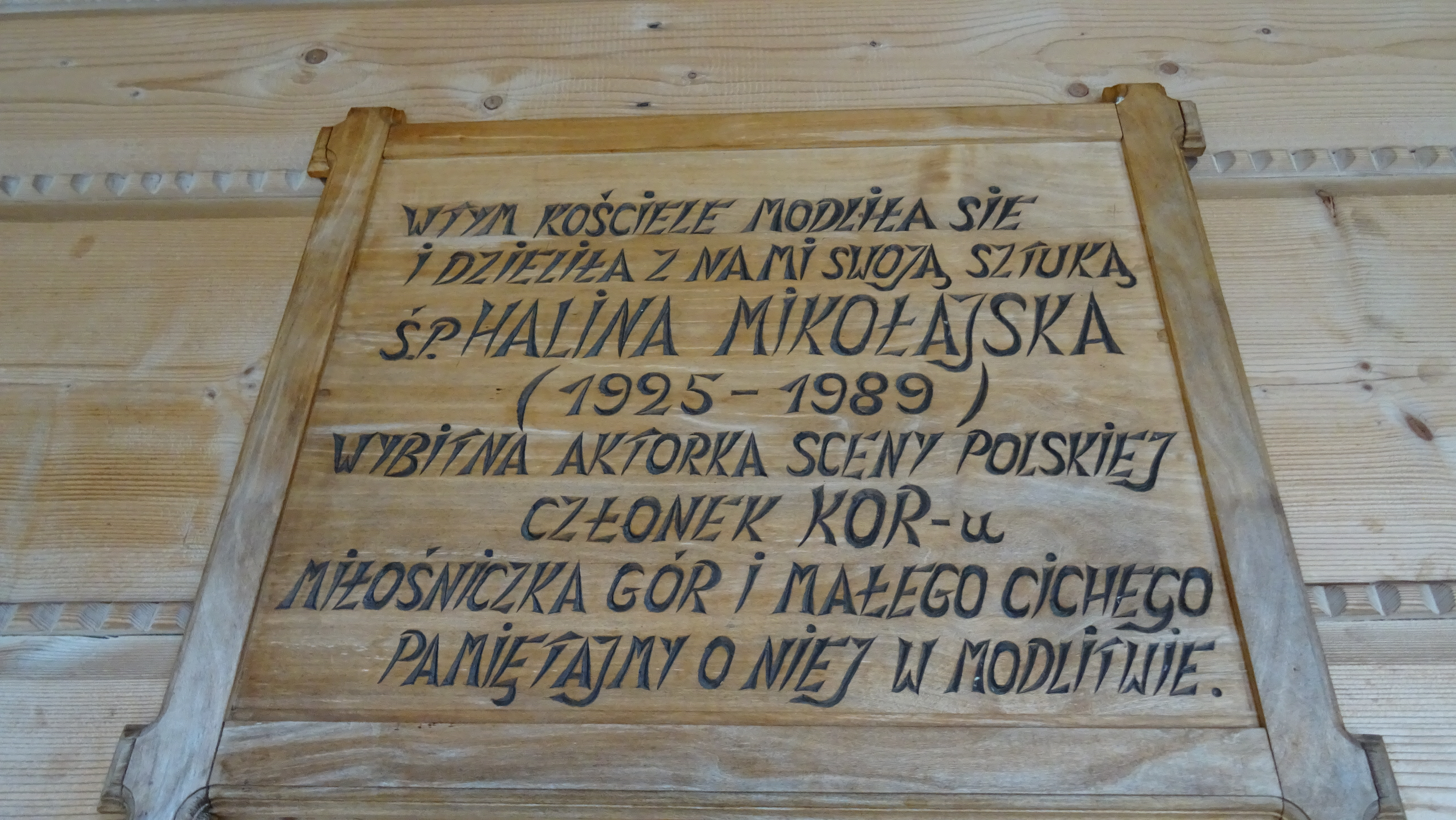
Tablica pamięci Haliny Mikołajskiej
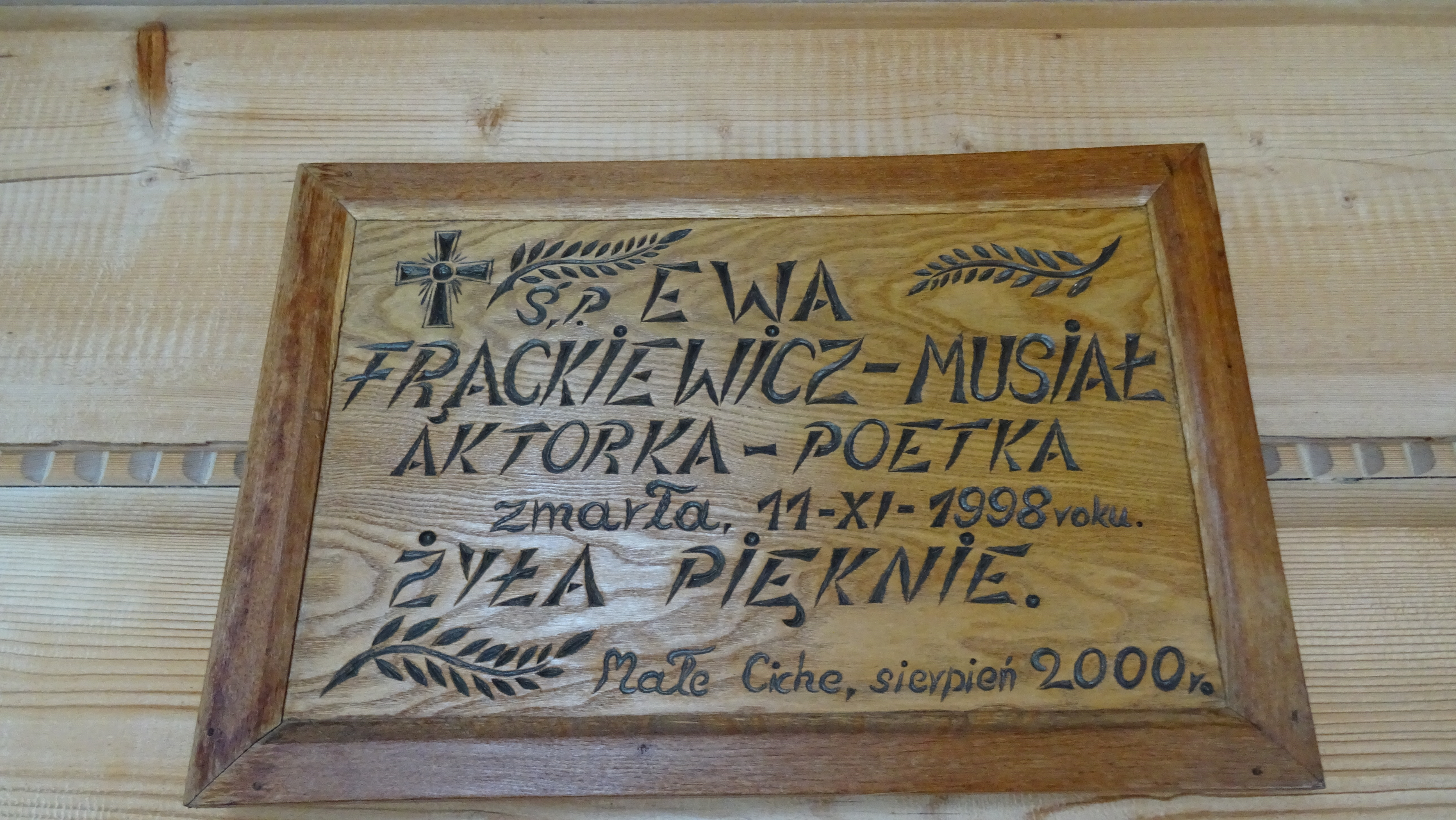
Tablica pamięci Ewy Frąckiewicz